# Bagualosaurus agudoensis
Bagualosaurus agudoensis — вид ящеротазових завроподоморфних динозаврів, що існував у тріасовому періоді (230 млн років тому).

## Історія відкриття
У 2007 році у яру поблизу міста Агуду у штаті Ріу-Гранді-ду-Сул на півдні Бразилії виявлено рештки динозавра. Це був частковий скелет завроподоморфа, що похоронений у відкладеннях геологічної формації Санта-Марія. Розкопки тривали 5 років. На місці розкопок виявлено рештки черепа з нижньою щелепою, дев'ять спинних, три крижових та два хвостових хребці, ребра, клубова кістка, лобкова кістка, обидві стегнові кістки, обидві пари великої та малої гомілкових кісток та елементи лівої стопи. Рештки зберігаються у Лабораторії викопних хребетних Федерального університету Ріу-Гранді-ду-Сул. З 2012 року тривали дослідження решток. Вивченням займалися бразильські палеонтологи Цесар Леандру Шульц, Флавіу Августу Претто та Макс Кардосу Лангер. У 2018 році описали новий вид динозаврів.

## Опис
Динозавр сягав 2,5 м завдовжки. Судячи з форми зубів, він був травоїдним.